# Ikona Matki Bożej „Błogosławione Niebo”
Ikona Matki Bożej „Błogosławione Niebo” (cs. Благодатное Небо), także „Błogosławiona” lub „Jakże Ciebie nazwiemy?” (cs. Благодатная, Что Тя наречем) – ikona Matki Bożej czczona jako cudotwórcza. Oryginał wizerunku znajduje się w soborze św. Michała Archanioła na Kremlu moskiewskim.

## Opis
Ikona przedstawia Matkę Bożą w pozycji stojącej, ukazuje całą postać. Maria ubrana jest w długą szatę i koronę, na lewej ręce trzyma Dzieciątko Jezus, także w koronie. Obydwie postacie otaczają promienie tworzące złotą poświatę. Całość umieszczona jest na purpurowym tle, które symbolizuje chwałę bożą. Wygląd ikony nawiązuje do fragmentu Apokalipsy przywołującego postać Niewiasty obleczonej w słońce. Na brzegu poświaty zapisany jest fragment pieśni ku czci Matki Bożej z pierwszej godziny kanonicznej, rozpoczynający się od słów Jakże Ciebie nazwiemy? (cs. Szto Tia narieczem).
Ikona ma wyraźne korzenie zachodnie. Postać Maryi ukazana w podobny sposób pojawia się w piętnastowiecznym malarstwie niemieckim, skąd przeszła do sakralnej sztuki polskiej, a następnie do sztuki prawosławnych Słowian Wschodnich. Bliska ikonie „Błogosławione Niebo” jest Wileńska Ikona Matki Bożej oraz wizerunki maryjne zawarte w dekoracjach malarskich świątyń w Jarosławiu. Wariant ikony „Błogosławione Niebo” wykonał także J. Jepaniecznikow dla senatora Mordwinowa w 1900. Wizerunek ten został przeniesiony następnie do soboru Odnowienia Świątyni Zmartwychwstania Pańskiego w Jerozolimie w Tutajewie.

## Historia
Według tradycji ikona powstała przed XV w. i została przewieziona do Moskwy ze Smoleńska przez Zofię, córkę wielkiego księcia litewskiego Witolda i żonę Wasyla I. Pogląd ten oparty jest na zapisie w Latopisie Troickim z 1398, informującym o przywiezieniu przez Zofię do Moskwy ikon pochodzących jeszcze z Konstantynopola. Według innego źródła ikonę przywiozła do Moskwy nie księżniczka litewska, a Zofia Paleolog. Siedemnastowieczny opis soboru św. Michała Archanioła na Kremlu informuje, iż przechowywany w świątyni obraz był kopią starszego wizerunku wykonaną na polecenie cara Fiodora I. Rozwój kultu ikony w Rosji nastąpił w XIX w. za sprawą starań metropolity moskiewskiego Filareta, który zainicjował zebranie informacji na jej temat.
Ikona przechowywana obecnie (pocz. XXI w.) w ikonostasie soboru św. Michała Archanioła (w dolnym rzędzie) została napisana w latach 1678–1680. Pierwotnie przykrywała ją srebrna koszulka, skradziona w 1812. Nowa koszulka została wykonana w 1815, kolejna w 1916. Żadna z nich nie przetrwała.
Ikona wspominana jest w dniu 6/19 marca.